# Clystea eburneifera
Clystea eburneifera är en fjärilsart som beskrevs av Felder 1869. Clystea eburneifera ingår i släktet Clystea och familjen björnspinnare. Inga underarter finns listade i Catalogue of Life.